# Casei Gerola
Casei Gerola là một đô thị ở tỉnh Pavia trong vùng Lombardia của Ý, có cự ly khoảng 60 km về phía tây nam của Milano và khoảng 25 km về phía tây nam của Pavia.
Casei Gerola giáp các đô thị sau: Bastida de' Dossi, Castelnuovo Scrivia, Cornale, Isola Sant'Antonio, Mezzana Bigli, Molino dei Torti, Pontecurone, Silvano Pietra, Voghera.
Khu vực này đã thuộc các hạt Guastalla và sau này là hạt Montechiarugolo, cả hai đều thuộc quyền của dòng họ Torelli, cho đến năm 1612. Khu vực này thuộc Torelli cho đến năm 1797.